# ATP Challenger Durban
Das ATP Challenger Durban (offiziell: Durban Challenger) war ein Tennisturnier, das von 1987 bis 1990 und 2007 jährlich in Durban, Südafrika, stattfand. Es gehörte zur ATP Challenger Tour und wurde im Freien auf Hartplatz gespielt. Piet Norval gewann mit zwei Titeln im Doppel als einziger Spieler das Turnier mehrmals.

## Liste der Sieger

### Einzel
| Jahr                         | Sieger            | Finalgegner     | Ergebnis        |
| ---------------------------- | ----------------- | --------------- | --------------- |
| 2007                         | Mathieu Montcourt | Rik De Voest    | 5:7, 6:3, 6:2   |
| 1991–2006: nicht ausgetragen |                   |                 |                 |
| 1990                         | Jeremy Bates      | Grant Stafford  | 6:4, 6:1        |
| 1989                         | Marcos Ondruska   | Ugo Colombini   | 6:4, 6:4        |
| 1988                         | Gary Muller       | Royce Deppe     | 6:3, 7:5        |
| 1987                         | Philip Johnson    | Tomer Zimmerman | 6:2, 2:0 aufgg. |

### Doppel
| Jahr                         | Sieger                         | Finalgegner                    | Ergebnis      |
| ---------------------------- | ------------------------------ | ------------------------------ | ------------- |
| 2007                         | Rik De Voest Dominik Meffert   | Stéphane Bohli Noam Okun       | 6:4, 6:2      |
| 1991–2006: nicht ausgetragen |                                |                                |               |
| 1990                         | Wayne Ferreira Piet Norval (2) | Stefan Kruger Greg Van Emburgh | 6:0, 2:6, 6:3 |
| 1989                         | Royce Deppe Byron Talbot       | Earl Zinn Brent Haygarth       | 6:2, 6:4      |
| 1988                         | Michael Robertson Tim Wilkison | Wayne Ferreira Grant Stafford  | 6:2, 6:2      |
| 1987                         | Marius Barnard Piet Norval (1) | Pieter Aldrich Warren Green    | 6:3, 6:4      |